# ポールドペ
ポールドペ(フランス語：Port-de-Paix/平和の港)(ハイチ語Pòdpè)はハイチの北西県の県都。大西洋に面しトルトゥーガ島の対岸にある。人口は約12万人（2023年）。

## 歴史
先住民のタイノ人は「Xarama」と呼んでいた。
1492年12月6日夜、クリストファー・コロンブスが上陸し、「バルパライソ」(Valparaíso)と名付けた。
1665年、イギリス勢によりトルチュ島を逐われたフランス系フィリバスターが現在よりもモールサンニコラ寄りに町を建設したとされる。
1676年、フランス領サン＝ドマングの首都がトルチュ島から移された。
同年、奴隷のパドル・ジャンが逃亡した。
1679年にはパドル・ジャンらによる最初の黒人奴隷の蜂起が起きた。
1711年、首都がカパイシャンに移された。
バナナとコーヒーの輸出港として栄え、タークス・カイコス諸島からは魚の干物が輸入された。
ハイチ革命のフランソワ・カポワの生地でもある。
ルヴェルチュール軍の第9旅団のジャック・モルパ将軍がブルネット将軍に捕えられ、家族や部下と共にナポレオン軍のロシャンボー将軍に拷問され海に投げ込まれると、カポワが第9旅団を引継ぎ、1803年4月にポールドペを奪還し、ヴェルティエルの戦いでロシャンボーを撃ち破った。
1902年の火事で町全体が焼け、船の他残らなかった。
米、カカオ、タバコも栽培され、近年ではマイアミからの日用品の輸入港となっている。
2018年10月6日、M5.9の地震が発生し、少なくとも12人が死亡した。

## メディア
- Le Novateur

### ラジオ
- Radio 4VTS FM
- Radio Balade FM www.radiobalade.com
- Radio Cascade FM a Chamsolme
- Radio Étincelle
- Radio Melodie FM
- Radio New Star
- Radio Planète FM
- Radio Sonic
- Radio Télévision du Nord-Ouest
- Radio Universelle
- Voix de la Paix

## 交通
- ポールドペ空港（英語版）

## 脚註
1. ↑  “Haiti: administrative units, extended”.   geoHive. 2016年10月5日時点のオリジナルよりアーカイブ。2023年11月14日閲覧。
2. ↑  “Population Hub”. 2023年6月15日閲覧。
3. ↑  Port-de-Paix, Britannica Online Encyclopedia
4. ↑  FIRE DESTROYS PORT DE PAIX., The New York Times, Feb. 27, 1902.